# Paul de La Barthe de Thermes
Pour les articles homonymes, voir Barthe.
Paul de La Barthe, né en 1482 en Couserans et mort le 6 mai 1562 à Paris, plus connu sous le nom de « maréchal de Thermes », est un militaire français, capitaine de cinquante hommes d'armes, qui servit lors des guerres d’Italie, avant d'être élevé à la dignité de maréchal de France par le roi Henri II.
Seigneur de Thermes, de Giscaro et de Boucagnères, plus tard comte de Comminges à titre viager, il fut fait chevalier de l’ordre de Saint-Michel, gouverneur de Paris et de l’Île-de-France.

## Origines
Paul de La Barthe est issu d'une ancienne famille de la noblesse d'Armagnac. Il descend en effet des vicomtes de La Barthe, une maison qui paraît être elle-même issue des comtes d'Aure et des Quatre-Vallées.
Son père, Jean de La Barthe, fils puîné de Bernard de La Barthe, seigneur de Giscaro, a épousé en 1482 Jeanne de Péguilhan, dame héritière de Thermes (aujourd'hui Thermes-Magnoac). 
Né noble mais sans fortune, il choisit la carrière des armes.

## Une jeunesse aventureuse: premières armes
Il participe aux guerres d’Italie et se signale au siège de Naples en 1528. Au retour de cette expédition, son navire est pris par des corsaires qui l’emmènent dans les pays barbaresques. Captif pendant deux ans, il est finalement racheté par sa famille.
En 1536, il sert lors de la conquête du Piémont, en 1537 lors du ravitaillement de Thérouanne, et en 1541 au siège de Perpignan. En 1542, le roi François Ier le nomme gouverneur de Savillan, en Piémont. En 1544, il est fait colonel de la cavalerie légère lors de la bataille de Cérisoles, où il met en déroute la cavalerie florentine. Il y est cependant fait prisonnier et, à sa libération, se rend en Écosse jusqu’en 1549, comme lieutenant du roi.

## Les guerres d'Italie
En 1550, le roi Henri II l’envoie en ambassade auprès du pape Paul III. La même année, on le trouve au siège de la ville de Parme. En 1552, il commande l’armée du roi à Sienne, puis on le retrouve sur l’île de Corse.
Pendant l’absence du maréchal de Brissac, il assure le commandement du Piémont. Le roi, satisfait de ses services, lui offre à titre viager le comté de Comminges, le 10 février 1555.

## Maréchal de France
Il devient gouverneur de la ville de Calais et, en juin 1558, il reçoit le bâton de maréchal de France. Il est élevé à cette dignité à la place du condotierre Pierre Strozzi. Il prend la ville de Dunkerque mais perd la bataille de Gravelines le 14 juillet 1558.
Il est libéré le 2 juillet 1559 et la même année, il est fait gouverneur de Paris.

## Mariage, mort et héritage

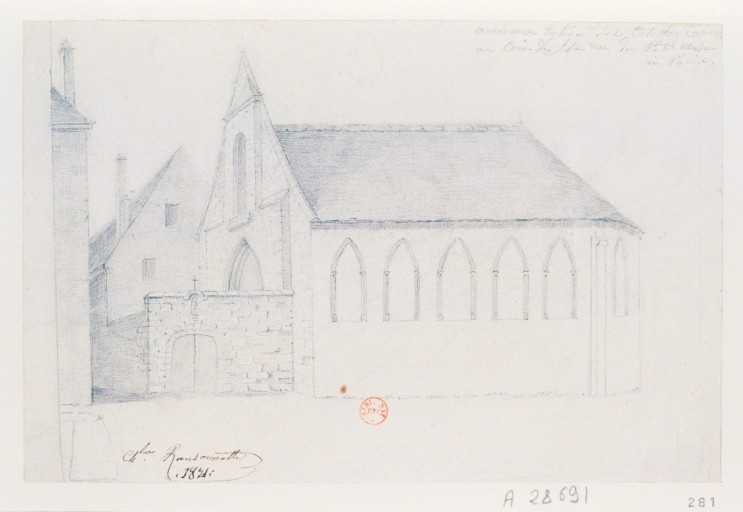
Le maréchal de Thermes fut inhumé dans l'ancienne église des Célestins, au coin de la rue du Petit-Musc à Paris (dessin de 1831).

Paul de La Barthe s’était marié en Piémont vers 1554 à une riche aristocrate italienne, Marguerite de Saluces-Cardé, héritière du marquisat de Saluces. Il avait déjà 72 ans, tandis que son épouse n'avait qu’une vingtaine d’années.
Le maréchal de Thermes meurt à Paris le 6 mai 1562, âgé de 80 ans, et est inhumé dans l'église du couvent des Célestins.
Le couple n'ayant pas eu d’enfants, le maréchal avait désigné pour héritier son petit-neveu, Roger de Saint-Lary, seigneur de Bellegarde et futur maréchal de France, qui l’avait accompagné dans ses campagnes depuis son gouvernement du Piémont.
Sa veuve, Marguerite de Saluces, se remaria dès 1562 à Roger de Saint-Lary. Brantôme suggère qu’elle était alors déjà enceinte de son fils, César de Saint-Lary. La dispense de mariage n’arrivera que trois ans plus tard, le 20 août 1565, grâce à l'intervention du protecteur de Saint-Lary, le duc Emmanuel-Philibert de Savoie. Outre César de Saint-Lary, tué à l’âge de 25 ans à la bataille de Coutras en 1562, le couple aura une fille, mariée dans la maison de Las. 
Curieusement, Roger de Saint-Lary avait aimé la femme de son oncle du vivant de celui-ci, mais dès qu’il l’eut épousé la traita fort mal, ce qui faisait les délices de la cour. De Thou relate ainsi dans ses mémoires : « la passion que sa nouvelle épouse avait allumé dans son cœur s’éteignit, dès qu’il s’en vit en possession ; il la méprisa aussitôt qu’elle fut devenue sa femme, et s’engagea dans un nouveau commerce qui ne lui fit pas plus d’honneur… ». Brantôme relate lui aussi les mauvais traitements de Bellegarde à son épouse : « il ne traitait pas trop bien sa femme, pour pratiquer le proverbe, amour et mariages qui se font par amourettes, finissent par noisettes ».

## Commentaires de ses contemporains
Brantôme disait du maréchal des Thermes : « il a été un très grand capitaine, couronné en sa vie de si belles charges et de beaucoup d’honneur, plus certes que de biens car il est mort pauvre.
On disait de lui en Piémont : « Dieu nous garde de la sagesse de M. de Thermes ! ».

## Armoiries
| Figure | Blasonnement |
|        | Écartelé : aux 1 et 4, d'or, à quatre pals de gueules (la Barthe) ; aux 2 et 3, d'azur, à trois flammes d'argent, mouv. de la pointe (Termes). |

## Sources
- Nobiliaire de Guyenne et de 1856.
- Histoire de la Gascogne, de J. J. Monlezun, 1850.
- Vie des capitaines illustres de Brantôme (Pierre de Bourdeille).